# Gnatowo (wieś w województwie warmińsko-mazurskim)
Gnatowo (niem. Rastenburgswiese) – wieś w Polsce, położona w województwie warmińsko-mazurskim, w powiecie kętrzyńskim, w gminie Kętrzyn, wieś sołecka.
Do 1954 w granicach Kętrzyna. W latach 1975–1998 miejscowość administracyjnie należała do województwa olsztyńskiego.
W roku 2000 w Gnatowie było 80 mieszkańców.